# بول يونغ (متسابق دراجات نارية)
بول يونغ (بالإنجليزية: Paul Young)‏ مواليد 24 فبراير 1969 في أديليد، هو متسابق دراجات نارية أسترالي. نافس في سباقات بطولة العالم لفئة 500 سي سي. كما شارك في بطولة العالم للسوبرسبورت.

## روابط خارجية
- بول يونغ على موقع MotoGP.com (الإنجليزية)
- بول يونغ على موقع WorldSBK.com (الإنجليزية)